# История Уфы

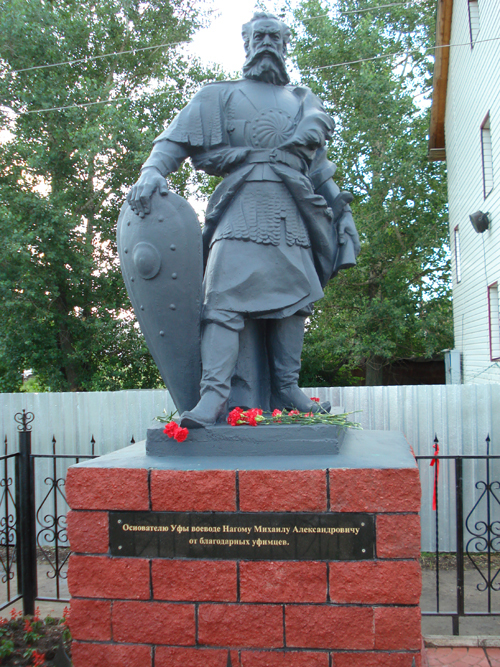
Памятник Основателю Уфы воеводе Нагому Михаилу Александровичу

История Уфы начинается с 1574 (по другим данным — с 1586) года со строительства Уфимского кремля. Основателем крепости и первым городским воеводой является Михаил Нагой. С конца XVI века Уфа использовалась как место политической ссылки. Уфа выдержала много набегов и осад в XVII—XVIII веках, но ни разу не была взята; в том числе, она выдержала четырёхмесячную блокаду и штурмы во время Крестьянской войны 1773—1775 годов.
При эвакуации в Великую Отечественную войну, в Уфу эвакуировали промышленные предприятия, научные и образовательные учреждения, и людей.

## Ранняя история
Первые случайные археологические находки относятся к XVIII веку. Участники первых экспедиций Петербургской академии наук П. И. Рычков, П. С. Паллас и И. И. Лепёхин упоминали в своих записках о восточных провинциях Российской империи древние курганы, городища и рудники в окрестностях Уфы, называя их «ногайскими», «чудскими». По мнению П. С. Палласа, на месте Уфы ранее находилось большое поселение какого-то исчезнувшего племени. Первые археологические раскопки на территории Уфы относятся ко второй половине XIX века.
Также обнаружены другие стоянки, курганы и городища, в том числе, Городище Уфа I, Новиковские, Глумилинские и Ново-Турбаслинские курганы, Уфимские, Черниковское Дудкинские и другие селища.

## До основания крепости

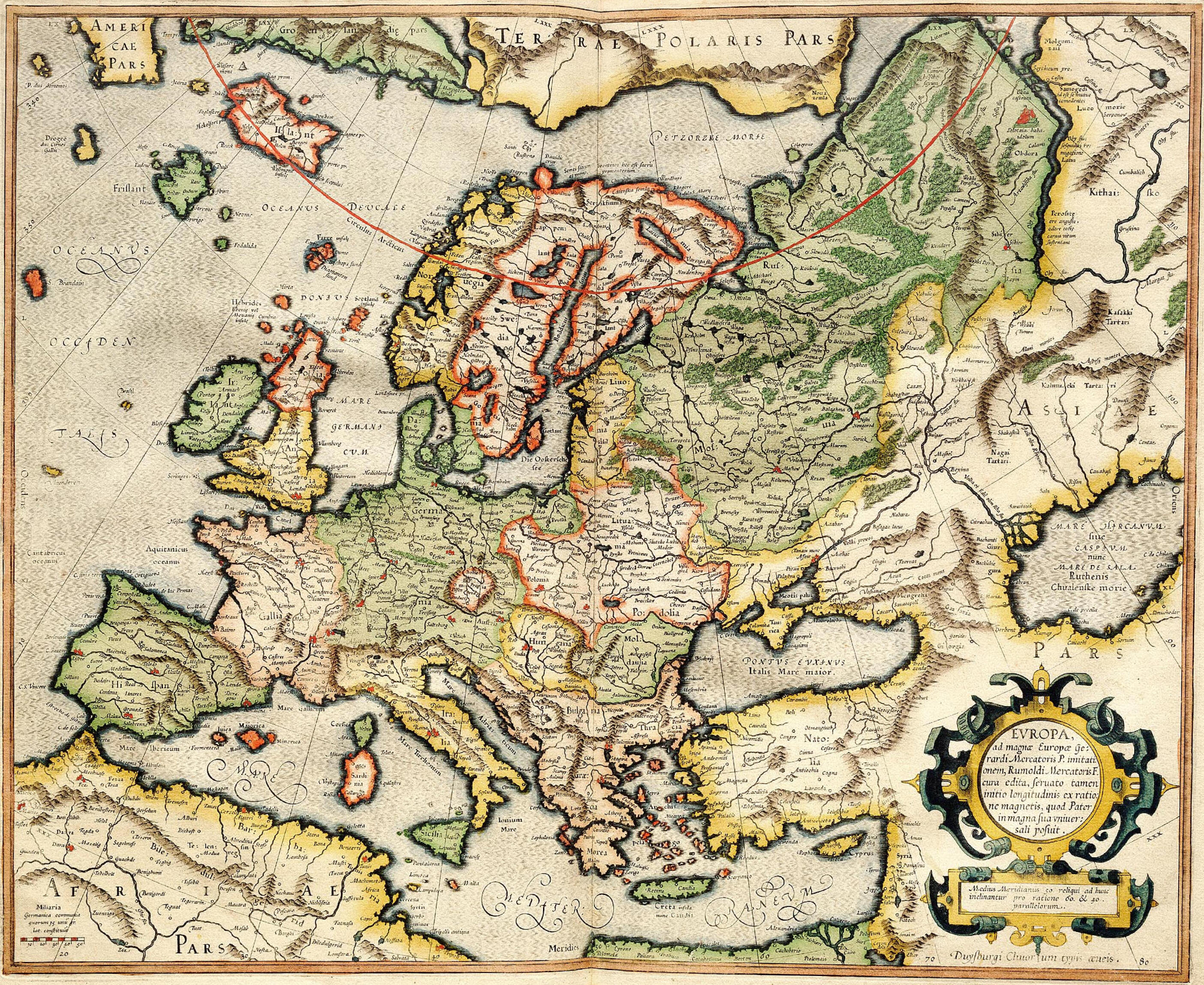
Карта Европы Герарда Меркатора с указанием города Паскерти. Составлена в 1554 году, опубликована в 1596 году.

С предшествующими Уфе поселениями соотносят ряд городищ, такие как Уфа II, площадью около 2 га и находками IV/V-XIV веков, и элитные погребения V—VII веков турбаслинской культуры. С городищем Уфа II ряд исследователей связывают средневековый город, обозначенный как Паскерти (Pascherti) на карте 1337 года братьев Пиццигани, в Каталонском атласе 1375 года, и позднее также на карте 1554 года Г. Меркатора. Также с городищем отождествляется город Башгирд (Башкорт), упоминаемый арабским автором XIV века Ибн Хальдуном, и другими, среди крупнейших городов Золотой Орды. Французский востоковед А. Кордье связывает положение этого города на карте с местонахождением современной Уфы, а западно-европейские картографы XIV—XVI веков помещали его в районе устья реки Уфы.
В XVI веке на месте современной Уфы существовала ставка наместника биев Ногайской Орды Имэн-кала («Дубовый город»). П. И. Рычков, имевший в распоряжении недошедшие до нас рукописные документы по истории Уфимской губернии XV — начала XVI веков и исторические предания башкирского народа, писал, что на территории города Уфы до прихода русских существовал большой город, простиравшийся по высокому берегу реки Белой от устья реки Уфы «вёрст на десять», в котором находилась ставка Тура-хана.
Результаты современных раскопок и радиоуглеродного анализа показывают, что основное время существования поселения приходится на IV—VIII века. Анализ полученных на территории памятника материалов свидетельствует, что следует вести речь о двух не связанных между собой объектах. Первый объект — раннесредневековое Городище Уфа II, существовавшее в IV—VIII веках, и возможно и в IX веке. Второй объект — место некоей активности в домонгольское и золотоордынское время (XII—XIV века), когда основная часть площадки городища была давно заброшена, а обжитая часть представляла собой небольшое поселение, возможно, сезонное (убедительно интерпретировать эту активность невозможно ввиду малочисленности и разновременности находок, доля которых составляет не более десятой доли процента всех находок). 
Бывший глава Башкортостана Рустэм Хамитов посещал раскопки городища Уфа II и заявил, что сделает юбилей в честь 1500 летия Уфы. Но в 2024 году был отпразднован 450 летний юбилей Уфы. Однако судя по археологическим находкам можно заявлять, что Уфе 1500 лет.

## Основание крепости
В 1560 году думный дворянин И. А. Артемьев по приказу Ивана IV приезжает в башкирский край для «очерчивания» места под строительство крепости на реке Белой Воложке и проведения окружной межи.
В Троицын день 30 мая 1574 года отряд московских стрельцов высадился в устье рек Сутолоки и Ногайки. Здесь же на берегу было возведено первое городское здание Уфы — небольшая обыденная церковь (срубленная в один день — «об един день»), названная в честь праздника Троицы. В храме были устроены приделы во имя Божьей Матери и Святого Николая Чудотворца. Церковь отмечена на картах Уфы вплоть до конца XIX века. До наших дней не сохранилась. Троицкая церковь стояла на берегу реки Белой, рядом с устьем Троицкого ручья. Впоследствии в честь Троицы были названы Троицкий овраг, откуда бил ручей, и Троицкий холм.
В 1574 году на Троицком холме, отрядом стрельцов во главе с воеводой Иваном Нагим был возведён Уфимский кремль, от которого и ведётся дата основания города. На Троицком холме было также расположено первое каменное здании Уфы — Троицкая церковь (Смоленский собор), построенная в 1579 году, а также Троицкая площадь, вокруг которых была позже сооружена Уфимская крепость, ныне уничтоженные.
В 1586 году Уфа получает статус города и становится административным центром Уфимского уезда. С появлением Уфимского уезда в крае была учреждена воеводческая форма управления. По свидетельству историков, первым воеводой стал присланный Москвой Михаил Нагой. Воевода возглавлял главное административное учреждение города — Уфимскую приказную избу. Ему подчинялось гарнизонное войско в 150—200 стрельцов. С постройкой городских стен и появлением посада (торгово-промышленной части, примыкавшей вплотную к крепости), находившийся в центре острог стал называться кремлём. Кремль был обнесён частоколом из брёвен общей длиной 440 метров, над южной и северной его частями возвышались дубовые башни.

## XVI—XIX века
В середине XVII века город получает свой гербовый знак. В Казани была отлита печать Уфимской приказной избы с изображением на ней бегущей куницы (впоследствии этот символ будет украшать герб Уфы). Население города вместе с гарнизоном к этому времени насчитывало около полутора тысяч человек. В 1635 году Уфа выдержала осаду сибирского царевича Аблая, который напал на крепость совместно с калмыками однако был разбит и пленён.
Одна из самых драматичных страниц в истории Уфы той эпохи связана с событиями Крестьянской войны 1773—1775 годов. Как писал А. С. Пушкин, первый историограф Пугачёвского восстания, осенью 1773 года, сподвижник Пугачёва, яицкий казак Иван «Чика» Зарубин «остановился в селе Чесноковке, в десяти верстах от Уфы, взбунтовал окрестные деревни, большею частью башкирские, и отрезал город от всякого сообщения». Вторым командующим повстанческими войсками под Уфой был башкирский предводитель Каскын Самаров. Количество повстанцев достигало пятнадцати тысяч человек, число защищающихся едва превышало тысячу. В городе не хватало продовольствия, фуража для скота, топлива. Восставшие дважды подступали к стенам Уфы, но взять её так и не смогли. Весной 1774 года из Казани на помощь осаждённым выступили регулярные войска под командованием подполковника И. И. Михельсона. Окрестности Уфы превратились в арену ожесточённых сражений. 24 марта хорошо вооружённые правительственные войска сломили отчаянное сопротивление повстанцев.

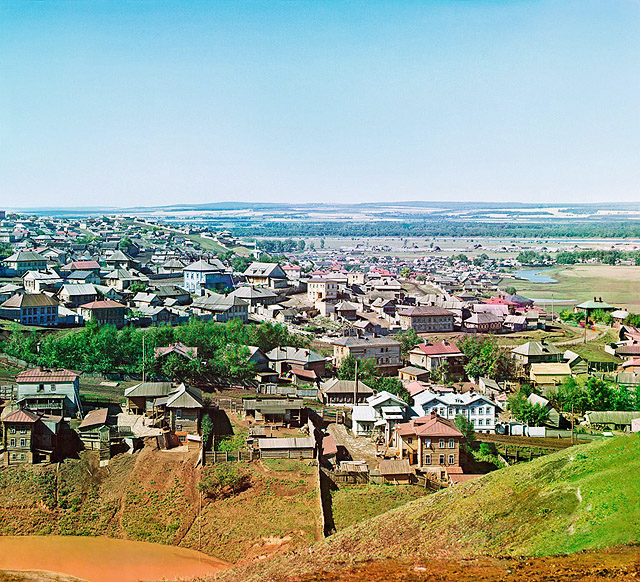
Уфа. Межгорье. Фотография С. М. Прокудина-Горского, 1910 г.

Из города-крепости Уфа в XVII—XVIII веках постепенно превратилась в административный и экономический центр края. С 1708 года она находилась в составе Казанской губернии. В 1728 году город стал центром Уфимской провинции, воевода которой подчинялся непосредственно Сенату. В 1744 года Уфа приписана к Оренбургской губернии. С декабря 1781 года город стал центром Уфимского наместничества, губернатором которого был назначен Иван Варфоломеевич Ламб. В 1796 году город вновь передан в Оренбургскую губернию. С 1802 года Уфа стала губернским городом с резиденцией губернатора и губернских учреждений. В 1865 году Уфа стала центром Уфимской губернии.
- Воеводы Уфы
- Градоначальники Уфы

## 1917—1991
5 июля 1918 года в ходе начавшейся в России гражданской войны Уфа занята частями выступившего против большевиков Чехословацкого корпуса и перешла под контроль структур Комитета членов Учредительного собрания (Комуча). С 8 по 23 сентября 1918 года в городе проходило Уфимское государственное совещание, наиболее представительный форум антибольшевистских правительств, политических партий, казачьих войск и местных самоуправлений востока России. 23 сентября 1918 года было образовано Временное Всероссийское правительство, известное также как Уфимская директория. Оно находилось в городе до 9 октября 1918 года, после чего переместилось в Омск. В декабре 1918 года Уфа была занята войсками Красной Армии. 13 марта 1919 года город был захвачен войсками Колчака, но уже 9 июня того же года он вновь отбит Красной Армией.
14 июня 1922 года декретом ВЦИК «О расширении границ Автономной Башкирской Социалистической Советской Республики» Уфимская губерния была упразднена. Уфимский, Бирский, Белебеевский и Златоустовский уезды Уфимской губернии включены в состав Автономной Башкирской Социалистической Советской Республики. В состав республики также были включены Тургоякская, Сыростанская, Миасская волости, город Миасс Миасского уезда Челябинской губернии, позднее в неё возвращённые. Из Малой Башкирии в Челябинскую губернию передан Яланский кантон. Уфа стала официальной столицей Автономной Башкирской Социалистической Советской Республики.
В годы Великой Отечественной войны в Уфу из западных районов СССР были эвакуированы десятки промышленных предприятий, некоторые государственные учреждения и научно-исследовательские институты, сотрудники Коминтерна, писатели и Академия наук УССР.

## С 1991
По решению Межгосударственного союза городов-героев Уфе присвоено почётное международное звание «Город трудовой доблести и славы». Указом Президента Российской Федерации от 2 июля 2020 городу присвоено звание «Город трудовой доблести».
В 2015 году в Уфе проходили саммиты ШОС и БРИКС. В 2021 году в Уфе прошла VI Фольклориада. В 2024 году в Уфе прошло празднование 450-летия основания города.